# Jeffrey Meek

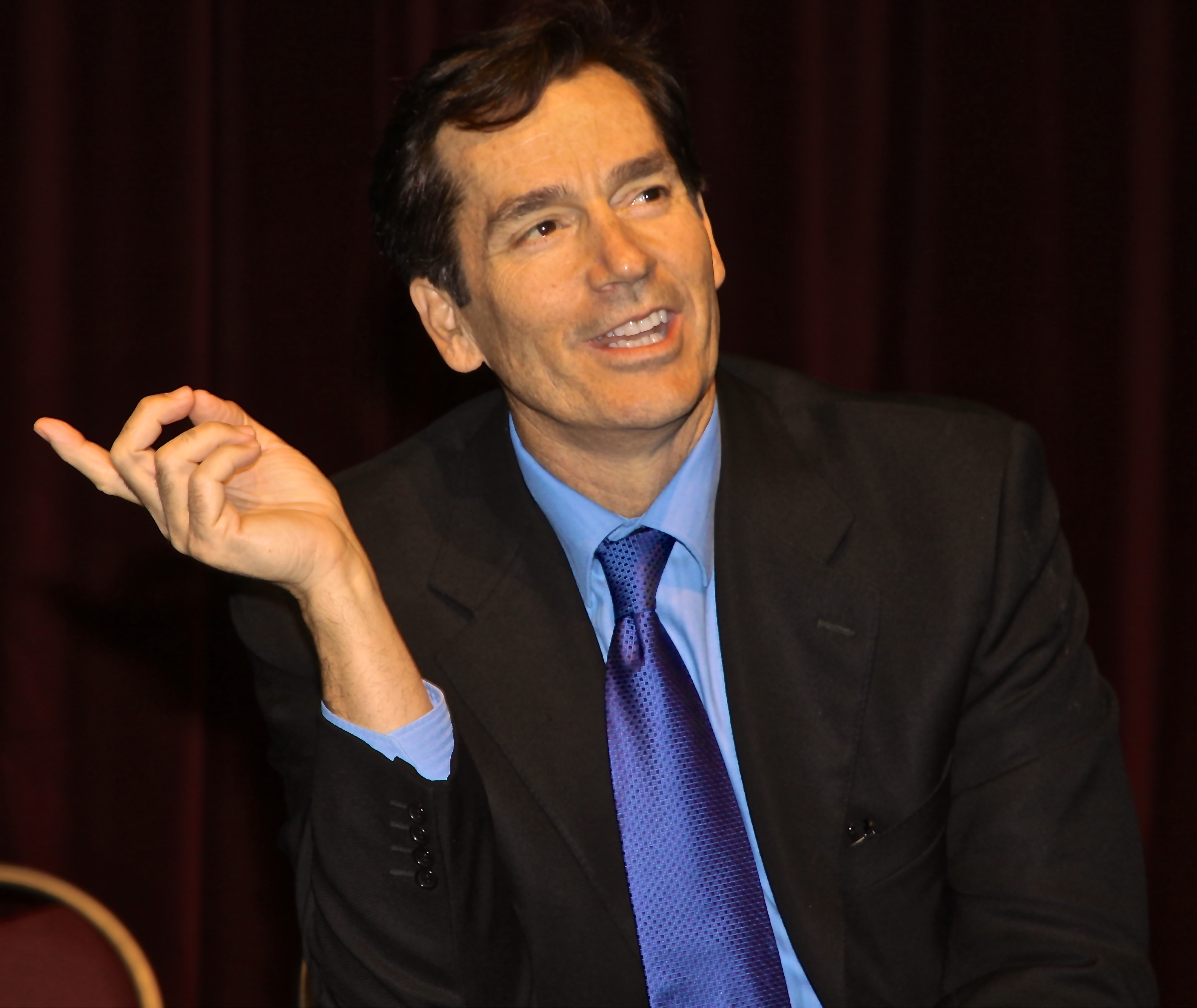
Jeffrey Meek, 2015

Jeffrey William Meek (* 11. Februar 1959 in Fairfield, Kalifornien) ist ein US-amerikanischer Schauspieler.

## Leben
Jeffrey Meeks Vater war Sergeant beim US-amerikanischen Militär, durch dessen Stationierungen unter anderem in Michigan, New York City und San Francisco und Zweibrücken wuchs Meek an wechselnden Orten und auch zeitweise in Deutschland auf. Von 1979 bis 1983 besuchte er die University of California und schloss mit einem Bachelor of Arts ab.
Ab Mitte der 1980er Jahre hatte er erste Fernsehrollen, unter anderem in der Seifenoper Search for Tomorrow. 1985 spielte er die Titelrolle des Remo Williams in der Pilotfolge der gleichnamigen Serie, die auf dem Spielfilm Remo – unbewaffnet und gefährlich mit Fred Ward in der Hauptrolle basierte. Die Serie wurde nie gedreht, allerdings konnte er seine Karriere Ende der 1980er Jahre mit Rollen in den Spielfilmen Johnny Handsome – Der schöne Johnny und Der Chaoten-Cop weiterführen. In der Folge arbeitete Meek zumeist in US-amerikanischen Fernsehserien, darunter in wiederkehrenden Rollen in The Exile und Mortal Kombat. Eine Hauptrolle hatte er 1992–1993 zusammen mit Lee Majors in der Serie Raven, in Gastauftritten war er unter anderem in Pretender und Charmed – Zauberhafte Hexen zu sehen. Von 2006 bis 2007 spielte er in 92 Folgen die Rolle des Craig Montgomery in der CBS-Seifenoper Jung und Leidenschaftlich.
Meek ist ein ausgebildeter Kampfsportler und hält Gürtel in Taekwondo und Aikido. Außerdem gibt er Schauspielunterricht.

## Filmografie (Auswahl)
- 1989: Miami Vice (Fernsehserie, Folge 5x09)
- 1989: Johnny Handsome – Der schöne Johnny (Johnny Handsome)
- 1990: Der Chaoten-Cop (Heart Condition)
- 1991: The Exile (Fernsehserie, 3 Folgen)
- 1992: Raven (Fernsehserie, 20 Folgen)
- 1994: The St. Tammany Miracle
- 1996: Timelock
- 1998: Mortal Kombat: Conquest (Fernsehserie, 22 Folgen)
- 1998: Pacific Blue – Die Strandpolizei (Pacific Blue, Folgen 4x01, 4x04)
- 1999: Hercules (Fernsehserie, Folge 6x04)
- 2000: Profiler (Fernsehserie, Folge 4x10)
- 2000: Pretender (The Pretender, Fernsehserie, Folge 4x10)
- 2002: General Hospital (Soap, 4 Folgen)
- 2002: Charmed – Zauberhafte Hexen (Charmed, Fernsehserie, Folgen 4x20–4x21)
- 2003: She Spies – Drei Ladies Undercover (She Spies, Fernsehserie, Folge 2x08)
- 2005: Break a Leg
- 2006–2007: Jung und Leidenschaftlich – Wie das Leben so spielt (As the World Turns, Soap, 92 Folgen)
- 2010: The Glades (Fernsehserie, Folge 1x05)
- 2011: Criminal Minds (Fernsehserie, Folge 6x22)
- 2013: Castle (Fernsehserie, Folge 5x23)
- 2013: Taken: The Search for Sophia Parker